# We Are The World: la notte che ha cambiato il pop
We Are the World: la notte che ha cambiato il pop (The Greatest Night in Pop) è un film documentario del 2024 diretto da Bao Nguyen.
La pellicola racconta la creazione e registrazione del famoso singolo benefico We Are the World.

## Trama
"Lasciate l'ego fuori dalla porta". È stato il motto del produttore Quincy Jones, anche scritto fuori dallo studio di registrazione, che ha permesso il 25 gennaio 1985 al dream team USA for Africa, composto da 46 star della musica statunitense (e non solo), di riunirsi e incidere in una notte, negli studi A&M di Los Angeles, We Are the World, il brano nato a scopo benefico che ha fatto raccogliere oltre 80 milioni di dollari dell'epoca (oltre 125 milioni se rapportati al 2024) per combattere la fame in Africa e in particolare in Etiopia allora nel pieno di una grave carestia. Una notte unica per un supergruppo, guidato da Lionel Richie e Michael Jackson (anche coautori della canzone), insieme fra gli altri a Stevie Wonder, Tina Turner, Bob Dylan, Bruce Springsteen, Ray Charles, Dionne Warwick, Diana Ross, Cyndi Lauper e tantissimi altri, che nel film viene raccontata fra dietro le quinte, filmati mai visti e testimonianze inedite.
Tra gli artisti che non prendono parte attiva al documentario, ma che appaiono in immagini di repertorio, vi sono: Michael Jackson,  Dan Aykroyd, Harry Belafonte, Lindsey Buckingham, David Byrne, Ray Charles, Phil Collins, Bob Dylan, Bob Geldof, Daryl Hall, James Ingram, Jackie Jackson, La Toya Jackson, Marlon Jackson, Tito Jackson, Al Jarreau, Waylon Jennings, Billy Joel, Ken Kragen, Madonna, George Michael, Bette Midler, John Oates, Jeffrey Osborne, Anita Pointer, June Pointer, Prince, Kenny Rogers, Diana Ross, Paul Simon, Sting, Tina Turner, Sarah Vaughan e Stevie Wonder.

## Distribuzione
La prima mondiale di The Greatest Night in Pop ha avuto luogo nel gennaio 2024 al Sundance Film Festival. A fine mese, il 29 gennaio, il film è stato pubblicato su Netflix.

## Accoglienza

### Critica
(Aldo Grasso, Corriere della Sera, 5 febbraio 2024)
(Claudio Todesco, Rolling Stone Italia, 30 gennaio 2024)